# Чемпионат России по лёгкой атлетике в помещении 2022
Чемпионат России по лёгкой атлетике в помещении 2022 года прошёл 25—27 февраля в Москве в манеже ЛФК «ЦСКА». На старт вышел 571 спортсмен из 68 регионов страны. На протяжении 3 дней были разыграны 24 комплекта медалей.
Седьмой год подряд на чемпионате страны не проводился отбор в национальную сборную. Отстранение российских легкоатлетов от международных стартов, инициированное в ноябре 2015 года из-за допингового скандала, в 2021 году было вновь оставлено в силе. Более того, на фоне вторжения российских войск на Украину, начавшегося 24 февраля 2022 года, World Athletics закрыла допуск на главные международные соревнования даже для легкоатлетов, получивших нейтральный статус.
Одним из самых заметных на чемпионате стало выступление Савелия Савлукова в беге на 400 метров. 13 февраля 22-летний легкоатлет установил новый рекорд России на нестандартной дистанции 500 метров (1.01,25). Спустя 2 недели Савлуков был близок к тому, чтобы стать автором ещё одного национального достижения. В финале он пробежал 400 метров за 46,05, всего на 0,15 секунды хуже действующего рекорда. Тем не менее, его результат стал новым рекордом России среди юниоров до 23 лет, новым рекордом чемпионатов России и третьим временем в истории страны.
На аналогичной дистанции у женщин отметилась Полина Миллер. Её результат 50,82 хоть и уступил её личному рекорду (50,71), установленному 10 днями ранее, тем не менее стал лучшим на чемпионатах России, начиная с 2009 года. Высокий темп Миллер позволил серебряному призёру Екатерине Реньжиной показать лучший результат в карьере (51,32).
Спринтер Игорь Образцов второй год подряд стал чемпионом на дистанции 60 метров с результатом 6,59 — в 0,07 секунды от рекорда России.
Владимир Никитин продолжил победную серию в беге на 3000 метров. Чемпионский титул 2022 года стал для него шестым подряд на этой дистанции. По традиции последних лет, наиболее близко к нему смогли финишировать лишь братья Рыбаковы (Анатолий и Евгений), которым через 2 дня после забега исполнялось по 37 лет.
В очередной раз подтвердила свой класс Кристина Макаренко, выигравшая 60 метров среди женщин в шестой раз (пятый подряд). Для Елены Соколовой золото в прыжке в длину стало седьмым (шестым подряд). При этом впервые в призовую тройку она попала ещё на чемпионате 2006 года, 16 лет назад, когда завоевала бронзу. Константин Шабанов после годичного перерыва вновь стал сильнейшим в барьерном спринте, завоевав таким образом свой девятый чемпионский титул (и седьмой за последние 8 лет).
39-летняя Анна Чичерова, которая в июне 2021 года объявляла о завершении карьеры после летнего чемпионата страны, вновь вернулась в сектор и одержала победу с результатом 1,94 м. Олимпийская чемпионка и победительница 5 последних чемпионатов России в помещении Мария Ласицкене заняла третье место (1,91 м).
Константин Холмогоров повторил собственный летний успех 2021 года, став первым легкоатлетом в истории России, кто выиграл бег на 800 и 1500 метров среди мужчин в рамках одного национального чемпионата (теперь и в помещении).
Зимой 2022 года также были проведены чемпионаты России в отдельных дисциплинах лёгкой атлетики:
- 29 января — чемпионат России по бегу на 1 милю в помещении (Оренбург)
- 20—22 февраля — чемпионат России по многоборьям в помещении (Санкт-Петербург)

## Призёры

### Мужчины
| Дисциплина       | Золото                                                                            | Золото  | Серебро                                                                              | Серебро | Бронза                                                                                  | Бронза  |
| ---------------- | --------------------------------------------------------------------------------- | ------- | ------------------------------------------------------------------------------------ | ------- | --------------------------------------------------------------------------------------- | ------- |
| 60 м             | Игорь Образцов Ульяновская область                                                | 6,59    | Ярослав Ткалич Москва Смоленская область                                             | 6,69    | Дмитрий Тимков Краснодарский край                                                       | 6,69    |
| 60 м             | Игорь Образцов Ульяновская область                                                | 6,59    | Ярослав Ткалич Москва Смоленская область                                             | 6,69    | Егор Грязнов Москва                                                                     | 6,69    |
| 400 м            | Савелий Савлуков Краснодарский край Алтайский край                                | 46,05   | Кирилл Колесов Санкт-Петербург                                                       | 47,06   | Рудольф Верховых Свердловская область                                                   | 47,07   |
| 800 м            | Константин Холмогоров Москва Пермский край                                        | 1.47,55 | Игорь Ращупкин Москва Липецкая область                                               | 1.48,96 | Сергей Дубровский Московская область Белгородская область                               | 1.49,05 |
| 1500 м           | Константин Холмогоров Москва Пермский край                                        | 3.44,24 | Евгений Кунц Москва                                                                  | 3.44,61 | Алексей Бутранов Московская область                                                     | 3.45,18 |
| 3000 м           | Владимир Никитин Москва Пермский край                                             | 7.48,49 | Анатолий Рыбаков Кемеровская область                                                 | 7.54,42 | Евгений Рыбаков Кемеровская область                                                     | 7.57,36 |
| 60 м с барьерами | Константин Шабанов Москва Псковская область                                       | 7,68    | Анатолий Киселёв Нижегородская область                                               | 7,70    | Семён Манаков Татарстан                                                                 | 7,74    |
| Прыжок в высоту  | Илья Иванюк Брянская область Смоленская область                                   | 2,28 м  | Алексей Фадеев Омская область                                                        | 2,24 м  | Никита Курбанов Москва                                                                  | 2,24 м  |
| Прыжок с шестом  | Тимур Моргунов Челябинская область Московская область                             | 5,75 м  | Михаил Шмыков Иркутская область                                                      | 5,55 м  | Илья Просвирин Ярославская область                                                      | 5,45 м  |
| Прыжок в длину   | Артём Чермошанский Москва                                                         | 7,91 м  | Александр Меньков Красноярский край Мордовия                                         | 7,91 м  | Данил Чечела Московская область Красноярский край                                       | 7,81 м  |
| Тройной прыжок   | Виталий Павлов Москва                                                             | 16,43 м | Александр Юрченко Московская область Самарская область                               | 16,28 м | Антон Бульдов Москва                                                                    | 16,26 м |
| Толкание ядра    | Максим Афонин Москва                                                              | 20,43 м | Константин Лядусов Москва                                                            | 20,24 м | Максим Сидоров Москва                                                                   | 19,72 м |
| Эстафета 4×400 м | Московская область · Максим Федяев · Иван Орехов · Егор Филиппов · Леонид Карасёв | 3.10,16 | Ульяновская область · Олег Никитин · Никита Егоров · Андрей Галацков · Артём Федотов | 3.11,01 | Санкт-Петербург · Максим Рафилович · Данил Вешняков · Александр Водичев · Даниил Песков | 3.11,28 |

### Женщины
| Дисциплина       | Золото                                                                              | Золото  | Серебро                                                                                       | Серебро | Бронза                                                                                | Бронза  |
| ---------------- | ----------------------------------------------------------------------------------- | ------- | --------------------------------------------------------------------------------------------- | ------- | ------------------------------------------------------------------------------------- | ------- |
| 60 м             | Кристина Макаренко Москва Красноярский край                                         | 7,16    | Олеся Солдатова Краснодарский край                                                            | 7,37    | Марина Максимова Нижегородская область                                                | 7,41    |
| 400 м            | Полина Миллер Краснодарский край Алтайский край                                     | 50,82   | Екатерина Реньжина Москва Тульская область                                                    | 51,32   | Екатерина Иванова Иркутская область                                                   | 52,96   |
| 800 м            | Анна Щагина Москва                                                                  | 2.04,89 | Ольга Онуфриенко Нижегородская область                                                        | 2.05,08 | Яна Перепелица Краснодарский край                                                     | 2.05,49 |
| 1500 м           | Дина Александрова Курская область                                                   | 4.11,51 | Анна Щагина Москва                                                                            | 4.12,10 | Инесса Гусарова Белгородская область                                                  | 4.13,48 |
| 3000 м           | Ольга Вовк Ростовская область                                                       | 8.56,46 | Любовь Павленко Санкт-Петербург Тамбовская область                                            | 8.58,51 | Екатерина Ивонина Московская область Пермский край                                    | 8.59,09 |
| 60 м с барьерами | Ксения Лабыгина Удмуртия                                                            | 8,14    | Ирина Болдырева Московская область                                                            | 8,25    | Анна Ватропина Татарстан                                                              | 8,26    |
| Прыжок в высоту  | Анна Чичерова Москва                                                                | 1,94 м  | Кристина Королёва Липецкая область Кемеровская область                                        | 1,91 м  | Мария Ласицкене Московская область Кабардино-Балкария                                 | 1,91 м  |
| Прыжок с шестом  | Полина Кнороз Москва                                                                | 4,65 м  | Аксана Гатауллина Москва                                                                      | 4,55 м  | Ольга Муллина Москва                                                                  | 4,45 м  |
| Прыжок с шестом  | Полина Кнороз Москва                                                                | 4,65 м  | Аксана Гатауллина Москва                                                                      | 4,55 м  | Алёна Лутковская Московская область Иркутская область                                 | 4,45 м  |
| Прыжок в длину   | Елена Соколова Москва Белгородская область                                          | 6,61 м  | Юлия Пидлужная Свердловская область                                                           | 6,41 м  | Виктория Васейкина Брянская область                                                   | 6,40 м  |
| Тройной прыжок   | Дарья Нидбайкина Москва                                                             | 13,58 м | Александра Скобел Московская область Смоленская область                                       | 13,40 м | Александра Красина Брянская область                                                   | 13,35 м |
| Толкание ядра    | Снежана Трофимец Москва                                                             | 17,30 м | Наталья Тронева Краснодарский край                                                            | 16,65 м | Екатерина Бурмистрова Санкт-Петербург                                                 | 16,29 м |
| Эстафета 4×400 м | Москва · Екатерина Вахрушева · Дарья Тихонова · Татьяна Белова · Екатерина Реньжина | 3.34,29 | Иркутская область · Кристина Вершинина · Марина Хекашвили · Ирина Гущенец · Екатерина Иванова | 3.35,43 | Санкт-Петербург · Елена Зуйкевич · Екатерина Тюрина · Валерия Цаплина · Вера Филатова | 3.36,06 |

## Чемпионат России по бегу на 1 милю
Чемпионат России по бегу на 1 милю в помещении состоялся 29 января 2022 года в Оренбурге в манеже ОГПУ. Забеги прошли в рамках соревнований «Оренбургская миля». На старт вышли 22 легкоатлета из 14 регионов страны (11 мужчин и 11 женщин). Владимир Никитин в третий раз подряд стал чемпионом России на этой дистанции, оторвавшись от остальных участников с самого старта. Итоговое преимущество победителя над серебряным призёром составило более 6 секунд. С результатом 3.58,28 Никитин на несколько часов возглавил европейский рейтинг в беге на 1 милю.

### Мужчины
| Дисциплина         | Золото                                | Золото  | Серебро                            | Серебро | Бронза                             | Бронза  |
| ------------------ | ------------------------------------- | ------- | ---------------------------------- | ------- | ---------------------------------- | ------- |
| 1 миля (1609,34 м) | Владимир Никитин Москва Пермский край | 3.58,28 | Максим Якушев Свердловская область | 4.04,67 | Антон Чипизубов Забайкальский край | 4.04,85 |

### Женщины
| Дисциплина         | Золото             | Золото  | Серебро                   | Серебро | Бронза                        | Бронза  |
| ------------------ | ------------------ | ------- | ------------------------- | ------- | ----------------------------- | ------- |
| 1 миля (1609,34 м) | Анна Щагина Москва | 4.33,86 | Александра Гуляева Москва | 4.35,06 | Ольга Вовк Ростовская область | 4.36,43 |

## Чемпионат России по многоборьям
Чемпионы страны в мужском семиборье и женском пятиборье определились 20—21 февраля 2022 года в Санкт-Петербурге в легкоатлетическом манеже на Крестовском острове. На старт вышли 36 многоборцев из 21 региона страны (23 мужчины и 13 женщин). Впервые за 10 лет два призёра у мужчин набрали более 6000 очков: Илья Шкуренёв защитил чемпионский титул и показал третий результат мирового сезона (6216 очков), серебряную медаль завоевал чемпион 2018 и 2020 годов Артём Макаренко (6084 очка).

### Мужчины
| Дисциплина | Золото                                                 | Золото     | Серебро                                  | Серебро   | Бронза                                      | Бронза    |
| ---------- | ------------------------------------------------------ | ---------- | ---------------------------------------- | --------- | ------------------------------------------- | --------- |
| Семиборье  | Илья Шкуренёв Волгоградская область Московская область | 6216 очков | Артём Макаренко Москва Красноярский край | 6084 очка | Степан Кекин Санкт-Петербург Омская область | 5743 очка |

### Женщины
| Дисциплина | Золото                              | Золото    | Серебро                   | Серебро    | Бронза                                                    | Бронза     |
| ---------- | ----------------------------------- | --------- | ------------------------- | ---------- | --------------------------------------------------------- | ---------- |
| Пятиборье  | Виктория Васейкина Брянская область | 4373 очка | Мария Куленкова Татарстан | 4315 очков | Елизавета Каменец Краснодарский край Белгородская область | 4079 очков |